# アンジー・ル・マール
アンジー・ル・マール（Angie Le Mar、1965年10月27日 - ）は、イギリスの女優。